# سعد الجيوشي
سعد الجيوشي (16 أكتوبر 1955 -) هو وزير النقل المصري الأسبق، ورئيس مجلس إدارة شركة مصر إيطاليا.

## حياته ونشأته
سعد محمد محمود الجيوشى ولد بالقاهرة 16 أكتوبر 1955، حصل علي بكالوريوس الكلية الفنية العسكرية قسم هندسة مدني سنة 1980، حصل علي دبلوم هندسة المطارات من الولايات المتحدة الأمريكية سنة 1986، حصل علي دبلوم الهندسة المتقدمة من الولايات المتحدة الأمريكية سنة 1991، حصل علي درجة الماجستير في هندسة الطرق والمطارات من جامعة القاهرة عام 1993، حصل علي الدكتوراه في هندسة الطرق والمطارات من جامعة القاهرة عام 1997

## مناصب
- رئيس فرع المشروعات الرئيسية بالهيئة الهندسية للقوات المسلحة خلال الفتًرة من عام (2004 حتى عام 2005) .[5]
- مساعد رئيس الهيئة الهندسية للقوات المسلحة خلال الفتًرة من عام (2008 حتى عام 2010 ).
- أعير من القوات المسلحة لشغل منصب رئيس إدارة الهيئة العامة للطرق والكبارى من (2014 حت 2015) .[6]
- المستشار الهندسي للأكاديمية العربية للعلوم والتكنولوجيا والنقل البحري وعضو هيئة التدريس بالأكاديمية منذ عام 2015 .[7]
- وزير النقل المصري خلال فترة (20/09/2015 - 22/03/2016).[8]